# Imad Khalili
Imad Khalili (en arabe : عماد خليلي) est un joueur de football suédo-palestinien né le 3 avril 1987 à Dubaï, aux Émirats arabes unis. Il évolue au poste d'attaquant.

## Biographie

### Carrière en club
Imad Khalili débute dans le club amateur du Högaborgs BK avant de signer au Helsingborgs IF en 2005. Il évolue dans le championnat suédois jusqu'en 2014, à Helsingborg et à l'IFK Norrköping. Lors de la saison 2013, il termine meilleur buteur du championnat avec 15 réalisations. Il quitte la Suède en 2014 pour rejoindre le club chinois du Shanghai SIPG.

### Carrière en sélection
Après avoir joué dans les équipes de jeunes suédois, Imad Khalili, né à Dubaï dans une famille d'origine palestinienne, rejoint la sélection de Palestine en 2014.